# Nordijska folk muzika
Nordijska folk muzika se sastoji od brojnih muzičkih varijeteta nordijskih zemalja, a pogotovo od skandinavskih. Nordijske zemlje su Island, Norveška, Švedska, Danska i Finska.
Ove mnogobrojne regije nordijskih zemalja dele određene tradicije, od kojih su se mnoge značajno izmenile. Moguće je prema sličnosti u kulturi staviti u istu kategoriju Finsku, Estoniju, Letoniju i severozapad Rusije, a u drugoj kategoriji su Norveška, Švedska, Danska i atlantska ostrva Islanda i Farska Ostrva. Isto tako Inuiti na Grenlandu imaju sopstvenu muzičku tradiciju koja je pod uticajem skandinavske kulture. Finska je veoma slična po pitanjima kulture sa Baltikom i zemljama Skandinavije. Laponci u Švedskoj, Norveškoj, Finskoj i Rusiji imaju svoju jedinstvenu kulturu, a ona takođe ima i sličnosti sa kulturama okolnih naroda.

## Skandinavska muzika
Cimbal i violina su instrumenti koji se najviše koriste u Skandinaviji. U Norveškoj takođe koriste hardingfele s osam ili devet žica. Gameldans je vrsta muzike za ples koja se svira na usnoj harmonici, kao i na običnoj harmonici, ova vrsta muzike za ples je bila popularna kako u Švedskoj, tako i u Norveškoj krajem 19. i početkom 20. veka.
Igranje u krugu dok se pevaju balade je istorijski imalo ulogu u kulturi naroda u čitavom severu Evrope. Samo u Farskim Ostrvima još uvek nije izgubljena ova tradicija, iako se i oživela u nekim drugim mestima. Iz Islanda potiču mnogi drevne muzičke tehnike koje se ne mogu pronaći na drugim mestima u nordijskom regionu, kao što je korišćenje orgulja i paralelnih kvinti.
Inuiti na Grenlandu imaju svoje varijetete narodne muzike kao što je kalatut, tj. grenlandski polka ples.
Finskom su dugo vladali Šveđani, zbog toga je finska kultura umnogome slična švedskoj. Postoji mnoštvo Šveđana koji žive u Finskoj, a i obrnuto. Ove zajednice su iznedrile stare folk i neofolk muzičare i muzičke grupe kao što su finska muzička grupa Gjalarhorn, čiji su članovi Šveđani, i švedske muzičke grupe Norlotar i JP Nistrems.
Baltički psalterion je zajednički naziv za različite vrste citri koje se koriste u Finskoj, u vidu instrumenta kantele, a u Estoniji se koristi kanel, kankles u Litvaniji i kokle u Letoniji, a na severozapadu Rusije se koristi ruska vrsta gusli. Vrstu lire, preciznije talharpu su ranije koristili Šveđani u Estoniji, ali ta tradicija je nestala donedavno, kada se opet oživela talharpa. U 19. veku su se u baltičkim zemljama krenuli koristiti mnogi strani instrumenti i muzičke tehnike, što je dovelo do mešavina poput citra-kokle, kao i zinge, letonske tehnike pevanja koja je nastala pod uticajem nemačke muzike.

## Laponska muzika
Laponci su narod koji živi u Norveškoj, Švedskoj, Finskoj, kao i na severozapadu Rusije. Jedini tradicionalni instrumenti Laponaca su fadno, vrsta flaute, kao i goavdis, laponska vrsta bubnjeva, iako novi bendovi koriste razne instrumente. Jojk je tradicionalna laponska vrsta pesme, nema rimu i definisanu strukturu.

## Balto-finska muzika
Balto-finska muzika je vrsta muzike balto-finskih naroda, a ima sličnosti sa nordijskom narodnom muzikom nordijskih zemalja, kao i sa baltičkom narodnom muzikom baltičkih zemalja.
Finska narodna muzika je najsličnija muzici balto-finskih naroda Rusije i Estonije. Runolaulu ili runosong je vrsta narodne pesme karakteristična za ovo područje. Estonija, a i Finska, imaju narodne epove koji su zasnovani na međusobno povezanim vrstama runolaulua, a ti epovi su Kalevipoeg u Estoniji, kao i Kalevala u Finskoj. Estonski runosong je iste forme kao i finski varijetet sa kojim je povezan: muzička rečenica je osmotaktna, a melodija retko premašuje prvih pet noti dijatonske lestvice, i svaka sledeća rečenica runosonga je višeg tona od prethodne.

## Savremene primene
U skorije vreme se nordijska folk muzika koristi kao muzika za filmove, serije i igrice. Popularne serije poput Igre prestola i igrice poput God of War su iskoristile nordijsku folk muziku kako bi pružili mitološku atmosferu.

## Literatura
- Muktupāvels, Valdis (2013). The Baltic Psaltery and Playing Traditions in Latvia (2nd изд.). Riga: Lauska. ISBN 978-9934-8276-2-4.
- Nettl, Bruno (1965). Folk and Traditional Music of the Western Continents.. Prentice-Hall. Eaglewood Cliffs, New Jersey.
- Broughton, Simon and Mark Ellingham with James McConnachie and Orla Duane (Ed.), World Music, Vol. 1: Africa, Europe and the Middle East. ISBN 1-85828-636-0.. Rough Guides Ltd, Penguin Books. , The Book of Music and Nature: An Anthology of Sounds, Words, Thoughts (Music Culture)

## Dodatna literatura
- Smith, Frederick Key (2002). Nordic Art Music: From the Middle Ages to the Third Millennium. Praeger Publishers. ISBN 0275973999.
- Yoell, John H. (1974). The Nordic Sound: Explorations into the Music of Denmark, Norway, Sweden. Crescendo Pub. Co. ISBN 0-87597-090-7.

## Spoljašnje veze
Zvanična veb stranica Gjalarhorna (arhivirana na Vejbek mašinu)